# Timasjovsk

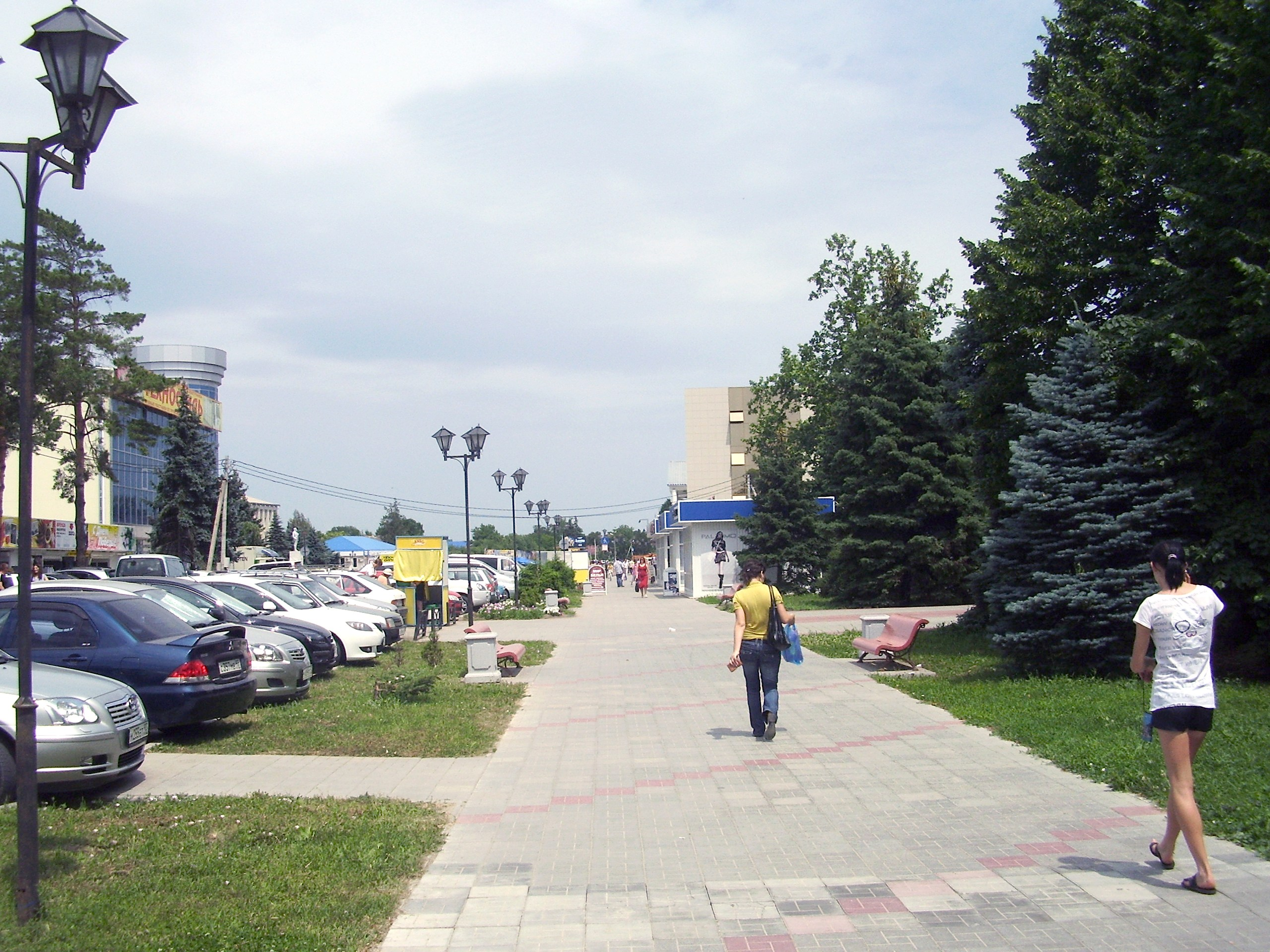
Gata i centrala Timasjovsk.

Timasjovsk (ryska: Тимашёвск) är en stad i Krasnodar kraj i Ryssland. Folkmängden uppgick till 52 641 invånare i början av 2015.